# Église de l'Immaculée-Conception de Rémire-Montjoly
Pour les articles homonymes, voir Église de l'Immaculée-Conception.
L'église de l'Immaculée-Conception de Rémire-Montjoly est une église catholique  située dans la commune de Rémire-Montjoly, en Guyane.